# Motto
Singles de Tanpopo
Last Kiss
(1998) Tanpopo
(1999)
Singles par Morning Musume
Memory Seishun no Hikari
(1999) Manatsu no Kōsen
(1999)
 Motto  est le deuxième single du groupe Tanpopo, sous-groupe de Morning Musume.
Il sort le 10 mars 1999 au Japon sous le label zetima, écrit et produit par Tsunku. Il atteint la 7e place du classement Oricon, et reste classé pendant 4 semaines, pour un total de 85 520 exemplaires vendus. 
La chanson-titre figurera dans une version remaniée sur l'album Tanpopo 1 qui sort trois semaines plus tard, puis sur les compilations All of Tanpopo de 2002 et Tanpopo / Petit Moni Mega Best de 2008.

## Membres
- Aya Ishiguro
- Kaori Iida
- Mari Yaguchi

## Liste des titres
1. Motto
2. Ai no Uta (愛の唄?)
3. Motto (Instrumental)